# Snesta

Snesta är en herrgård i Spelviks socken, Nyköpings kommun.
Snesta omtalas i dokument första gången 1471 och var 1471–1538 sätesgård för riddaren Harald Jönsson (två liljor balkvis). År 1538 sålde han gården till Johan Turesson (Tre Rosor). Snesta ägdes senare av Svante Sture den yngre som 1548 bytte bort gården till Sten Bengtsson (Ulv). År 1562 lydde Snesta som lantbohemman under Claes Stensson (Ulv)s gods Sörby i Torsåkers socken, som till 1566 tillhörde hans bror Anund Stensson (Ulv). År 1599 indrogs de till kronan från brödernas svåger Christoffer Andersson Grip. De återställdes dock till hans änka Karin Stensdotter (Ulv) någon gång före 1601 och byttes 1613 bort till Carl Oxenstierna (död 1629). Hemmanen gick i arv till sonen Erik Oxenstierna, som snart sålde dem. Därefter byter Snesta flera gånger ägare och ägarskapet är rörigt. De anges en tid tillhöra Beata Oxenstierna och ligga under Näsby, men förklaras 1658 vara eget säteri. Snesta skall i samband med anteckningarna om sätesbrihet ha ägts av Nils Nilsson Tungel, bebyggts till säteri av Johan Silfverstierna som köpt gårdarna 1654 av Gustaf Persson (Natt och Dag). Peter Duréel utökade de underlydande godsen, förbättrade byggnaderna och bodde själv på Snesta, som vid denna tid ibland kallas "Snestaholm". Efter hans död övertogs Snesta av Johan Rosenhane, som avled barnlös och då ärvdes av sin systerson Bengt Horn. Han sålde dock 1716 Snesta till sin kusin Schering Rosenhane. Godset kom att dela öden med Lövsund, tills det 1828 såldes av greve Wrangels kreditorer till bryggeriägaren P. Hansson i Nyköping, som efterträddes av sin svärson A. Pfeiff. Från 1860-talet ägdes Snesta av släkten Kindstrand.
Nuvarande huvudbyggnad är uppförd omkring 1790, restaurerades och tillbyggdes 1900 och moderniserades 1946.